# Paddy Moore
Paddy Moore, né en 1909 à Ballybough dans le Comté de Dublin en Irlande, est un ancien joueur et entraîneur de football qui a été actif dans les années 1930 et 1940 principalement dans les clubs des Shamrock Rovers et d’Aberdeen FC. Il a été international pour deux équipes d’Irlande, l’équipe de la république d'Irlande de football sous l’égide de la FAI à 9 reprises et pour équipe d'Irlande de football sous l’égide de l’IFA à une reprise.
En février 1934, Moore a marqué quatre buts contre l’équipe de Belgique de football lors d’un match qualificatif pour la Coupe du monde de football de 1934, devenant ainsi le premier footballeur à réaliser un quadruplé au cours d’un match de Coupe du monde.
De nombreuses blessures et l’alcoolisme ont troublé grandement sa carrière puis sa vie. Il meurt à l’âge de 41 ans à Birmingham.

## Sa carrière en club
Dans sa jeunesse, Paddy Moore a joué pour plusieurs équipes dont les Richmond Rovers avant de rejoindre les Shamrock Rovers pour la première fois. En 1929, âgé seulement de 19 ans, il signe pour Cardiff City mais ne fait qu’une seule apparition en équipe première. Après de courts contrats avec les clubs de Merthyr Town FC puis Tranmere Rovers, il retourne aux Shamrock Rovers.
Il prend son envol lors de la saison 1931-1932, pendant laquelle il joue régulièrement dans l’équipe qui remporte coup sur coup le championnat d’Irlande et le League of Ireland Shield. Il joue aussi et remporte les deux finales de la Coupe d'Irlande de football de 1931 et 1932, marquant lors des deux matchs.
Après une prestation impressionnante avec l’équipe de l'État Libre d'Irlande de football lors d’un match contre l’équipe des Pays-Bas, il est recruté par le club écossais d’Aberdeen FC en même temps que deux autres internationaux irlandais. Le montant du transfert pour les trois joueurs cumulés est légèrement inférieur à  1 000 Livres Sterling. Paddy Moore fait une première saison en Écosse tout à fait exceptionnelle en marquant 27 buts en 29 matchs. Ses performances lors de la suite de son contrat sont beaucoup moins flatteuses car Moore commence à souffrir d’alcoolisme.
En février 1934, Moore est convoqué en équipe nationale pour un match contre la Belgique. Il est alors accompagné par le manager d’Aberdeen Paddy Travers qui voulait le surveiller et l’empêcher de sombrer définitivement dans l’alcoolisme. Il a compris que cela mettrait fin prématurément à la carrière de son joueur.
En mai 1935, Moore choisi de jouer pour Équipe d'Irlande de football pour un match contre l’équipe de Suisse de football mais il est déclaré inapte à jouer pour avoir trop bu lors du voyage. D’autres incidents comme celui-là conduisent Aberdeen à rompre le contrat qui liait le joueur et le club. Paddy Moore retourne aux Shamrock Rovers et en 1936 les aide à remporter une troisième Coupe d’Irlande. Il marque le but de la victoire lors du troisième match (les matchs sont rejoués en cas de match nul).

## Sa carrière en équipe nationale
Quand Moore commence sa carrière de footballeur en 1928, il existe deux équipes d’Irlande sous la direction de deux fédérations nationales différentes. Les deux fédérations rivales, la Fédération d'Irlande de football (FAI) basée à Dublin et l’Association irlandaise de football (IFA) basée à Belfast, se réclament, quant à l’étendue de leur juridiction, de toute l’île d’Irlande. Le résultat est que les mêmes joueurs peuvent être sélectionnés indifféremment dans les deux équipes.

### L’équipe de la FAI
Entre 1931 et 1936, Paddy Moore est sélectionné 9 fois en équipe de la république d'Irlande de football. Il fait ses débuts internationaux le 26 avril 1931 contre l'équipe d'Espagne de football. Ce premier match se solde par un honorable match nul 1-1 au Stade Olympique Lluís Companys sur la colline de Montjuïc à Barcelone. Moore marque même le seul but de son équipe au légendaire gardien espagnol Ricardo Zamora.
Paddy Moore manque le match retour en raison d’une blessure. Il obtient sa deuxième sélection le 5 mai 1932 pour un match contre l’équipe des Pays-Bas de football. Il y marque le deuxième but lors de la victoire de l’Irlande sur le score de 2-0.
Le point culminant de la carrière internationale de Moore se situe le 25 février 1934 à Dalymount Park lors d’un match qualificatif à la Coupe du monde de football 1934 contre la Belgique. Ce jour-là Moore marque les quatre buts de son équipe et permet à l’Irlande de faire match nul 4-4. Il est le premier footballeur à marquer 4 buts lors d’un match de Coupe du monde (tour préliminaire et phase finale). 
Deux ans plus tard, le 17 octobre 1936 il est un des grands joueurs de la victoire historique contre l’Allemagne 5-2 à Dalymount Park. Même s’il ne marque pas lui-même, il est impliqué dans la construction de 4 des cinq buts de son équipe. Paddy Morre fait sa dernière apparition en équipe nationale lors de la défaite 3-2 à domicile contre la Hongrie le 6 décembre 1936.

### L’équipe de l’IFA
Le 17 octobre 1932, alors qu’il joue pour le club écossais d’Aberdeen FC, Paddy Moore fait sa seule apparition sous le maillot de l’équipe d'Irlande de football gérée par l’IFA basée à Belfast. Il est un des quatre joueurs avec Jimmy Dunne, Jimmy Kelly et Harry Duggan nés en Irlande à participer à ce match contre l’Angleterre. Malgré la défaite 1-0, la fédération nord-irlandaise maintient la même équipe pour jouer le 7 décembre contre le Pays de Galles. Moore ne peut jouer le match à cause d’une blessure. 

## Sa carrière d’entraîneur
Pendant les années 1940, Paddy Moore a entraîné l’équipe scolaire de Stella Maris à Dublin. Cette école a formé de très nombreux footballeurs dont quelques internationaux irlandais. Moore a découvert pendant ces années là Ronnie Whelan Sr, père de Ronnie Whelan et international irlandais comme son fils.

## Palmarès
Shamrock Rovers
- Championnat d'Irlande de football
  - 1931-32

- Coupe d'Irlande de football
  - 1931, 1932, 1936

- League of Ireland Shield
  - 1931-32

- Leinster Senior Cup
  - 1930, 1933

## Sources
- The Boys In Green - The FAI International Story (1997): Sean Ryan
- Peter Byrne, Football Association of Ireland : 75 years, Dublin, Sportsworld, 1996, 33–36 p. (ISBN 1-900110-06-7)
- The Hoops by Paul Doolan and Robert Goggins  (ISBN 0-7171-2121-6)